# Équipe de Côte d'Ivoire de football à la Coupe d'Afrique des nations 2015
L’équipe de Côte d'Ivoire de football participe à la Coupe d'Afrique des nations 2015 organisée en Guinée équatoriale du 17 janvier au 8 février 2015. Les Éléphants remportent la compétition en battant le Ghana en finale, aux tirs au but.

## Qualifications
| Rang | Équipe        | Pts | J | G | N | P | Bp | Bc | Diff |  | Résultats (▼ dom., ► ext.) |     |     |     |     |
| ---- | ------------- | --- | - | - | - | - | -- | -- | ---- |  | -------------------------- | --- | --- | --- | --- |
| 1    | Cameroun      | 14  | 6 | 4 | 2 | 0 | 9  | 1  | +8   |  | Cameroun                   |     | 4-1 | 1-0 | 2-0 |
| 2    | Côte d'Ivoire | 10  | 6 | 3 | 1 | 2 | 13 | 11 | +2   |  | Côte d'Ivoire              | 0-0 |     | 3-4 | 2-1 |
| 3    | RD Congo      | 9   | 6 | 3 | 0 | 3 | 10 | 9  | +1   |  | RD Congo                   | 0-2 | 1-2 |     | 3-1 |
| 4    | Sierra Leone  | 1   | 6 | 0 | 1 | 5 | 3  | 14 | -11  |  | Sierra Leone               | 0-0 | 1-5 | 0-2 |     |

## Effectif
Liste des 23 joueurs publiée le 29 décembre 2014. Statistiques arrêtées le 17 janvier 2015.
Gardiens
- Barry Copa (Lokeren)
- Sylvain Gbohouo (Séwé Sports de San-Pédro)
- Sayouba Mandé (Stabæk Fotball)

Défenseurs
- Serge Aurier (PSG)
- Jean-Daniel Akpa-Akpro (Toulouse FC)
- Wilfried Kanon (ADO La Haye)
- Siaka Tiéné (Montpellier HSC)
- Kolo Touré (Liverpool FC)
- Éric Bailly (Villarreal C.F.)
- Viera Diarrassouba (Rizespor)

Milieux
- Ismaël Diomandé (Saint-Étienne)
- Max-Alain Gradel (Saint-Étienne)
- Yaya Touré (Manchester City)
- Serey Die (FC Bâle)
- Cheick Doukouré (FC Metz)
- Cheik Tioté (Newcastle United)
- Roger Assalé (Séwé Sports de San-Pédro)

Attaquants
- Seydou Doumbia (CSKA Moscou)
- Lacina Traoré (Monaco)
- Salomon Kalou (Hertha Berlin)
- Wilfried Bony (Manchester City)
- Gervinho (AS Roma)
- Gadji Tallo (Bastia)

## Compétition

### Tirage au sort
Le tirage au sort de la CAN a lieu le 3 décembre 2014 à Malabo. La Côte d'Ivoire est placé dans le chapeau 1.
Le tirage au sort donne alors comme adversaire des Éléphants le Mali (chapeau 2), le Cameroun (chapeau 3) et la Guinée (chapeau 4) dans le groupe D.

### 1ertour
La Côte d'Ivoire commence la compétition par deux matchs nuls, face à la Guinée (1-1) et au Mali (1-1). Al'issue de la deuxième journée, les quatre équipes du groupe D sont à égalité parfaite. Les Éléphants s'imposent finalement face au Cameroun, sur un but de Max-Alain Gradel (1-0) et terminent en tête de leur poule.
| Rang | Équipe        | Pts | J | G | N | P | Bp | Bc | Diff |
| ---- | ------------- | --- | - | - | - | - | -- | -- | ---- |
| 1    | Côte d'Ivoire | 5   | 3 | 1 | 2 | 0 | 3  | 2  | +1   |
| 2    | Guinée        | 3   | 3 | 0 | 3 | 0 | 3  | 3  | 0    |
| 3    | Mali          | 3   | 3 | 0 | 3 | 0 | 3  | 3  | 0    |
| 4    | Cameroun      | 2   | 3 | 0 | 2 | 1 | 2  | 3  | -1   |

| 20 janvier 2015 | Côte d'Ivoire      | 1 - 1   | Guinée                     | Nuevo Estadio de Malabo, Malabo                                  |                                                                  |
| 17:00 UTC+1     | Seydou Doumbia 72e | (0 - 1) | 36e Mohamed Lamine Yattara | Arbitrage : Mehdi Abid Charef Abdelhak Etchiali Yahaya Mahamadou | Arbitrage : Mehdi Abid Charef Abdelhak Etchiali Yahaya Mahamadou |
| 17:00 UTC+1     | Rapport            |         |                            | Arbitrage : Mehdi Abid Charef Abdelhak Etchiali Yahaya Mahamadou | Arbitrage : Mehdi Abid Charef Abdelhak Etchiali Yahaya Mahamadou |

| 24 janvier 2015 | Côte d'Ivoire        | 1 - 1   | Mali           | Nuevo Estadio de Malabo, Malabo                                  |                                                                  |
| 17:00 UTC+1     | Max-Alain Gradel 87e | (0 - 1) | 7e Bakary Sako | Arbitrage : Bouchaïb El Ahrach Redouane Achik Malik Alidu Salifu | Arbitrage : Bouchaïb El Ahrach Redouane Achik Malik Alidu Salifu |
| 17:00 UTC+1     | Rapport              |         |                | Arbitrage : Bouchaïb El Ahrach Redouane Achik Malik Alidu Salifu | Arbitrage : Bouchaïb El Ahrach Redouane Achik Malik Alidu Salifu |

| 28 janvier 2015 | Cameroun | 0 - 1   | Côte d'Ivoire        | Nuevo Estadio de Malabo, Malabo                                                 |                                                                                 |
| 19:00 UTC+1     |          | (0 - 1) | 36e Max-Alain Gradel | Arbitrage : Eric Arnaud Otogo Castane Abdelhak Etchiali Jean Claude Birumushahu | Arbitrage : Eric Arnaud Otogo Castane Abdelhak Etchiali Jean Claude Birumushahu |

### Tableau final
| Quart-de-finale              | Côte d'Ivoire                          | 3-1   | Algérie           | Nuevo Estadio de Malabo, Malabo |                            |
| 1er février 2015 20:30 UTC+1 | Wilfried Bony 26e 68e · Gervinho 90+4e | (1-0) | 51e Hilal Soudani | Arbitrage : Bakary Gassama      | Arbitrage : Bakary Gassama |

| Demi-finale                | RD Congo              | 1 - 3   | Côte d'Ivoire                                      | Estadio de Bata, Bata   |                         |
| 4 février 2015 20:00 UTC+1 | Dieumerci Mbokani 24e | (1 - 2) | 20e Yaya Touré · 41e Gervinho · 68e Wilfried Kanon | Arbitrage : Sidi Alioum | Arbitrage : Sidi Alioum |

| Finale                     | Côte d'Ivoire                                                                                     | 0 - 0 a. p.     | Ghana                                                                                          | Estadio de Bata, Bata      |                            |
| 8 février 2015 20:00 UTC+1 |                                                                                                   | (0 - 0)         |                                                                                                | Arbitrage : Bakary Gassama | Arbitrage : Bakary Gassama |
| 8 février 2015 20:00 UTC+1 | Bony · Tallo · Aurier · Doumbia · Y. Touré · Kalou · K. Touré · Kanon · Bailly · Die · Barry Copa | Tirs au but 9-8 | Wakaso · J. Ayew · Acquah · Acheampong · A. Ayew · Mensah · Badu · Afful · Baba · Boye · Razak | Arbitrage : Bakary Gassama | Arbitrage : Bakary Gassama |

## Galerie

Parade à Abidjan pour le retour des Éléphants.
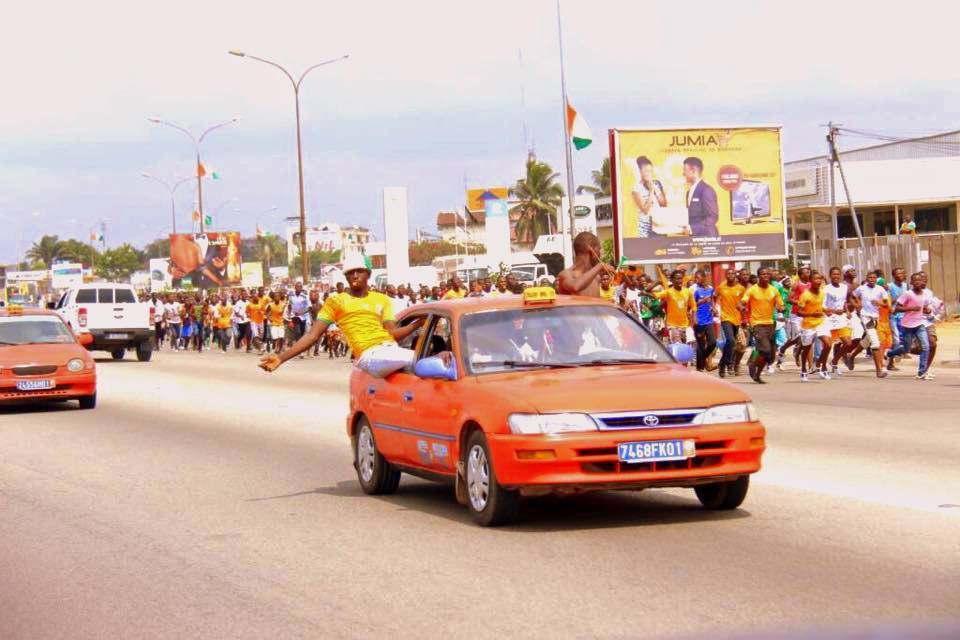
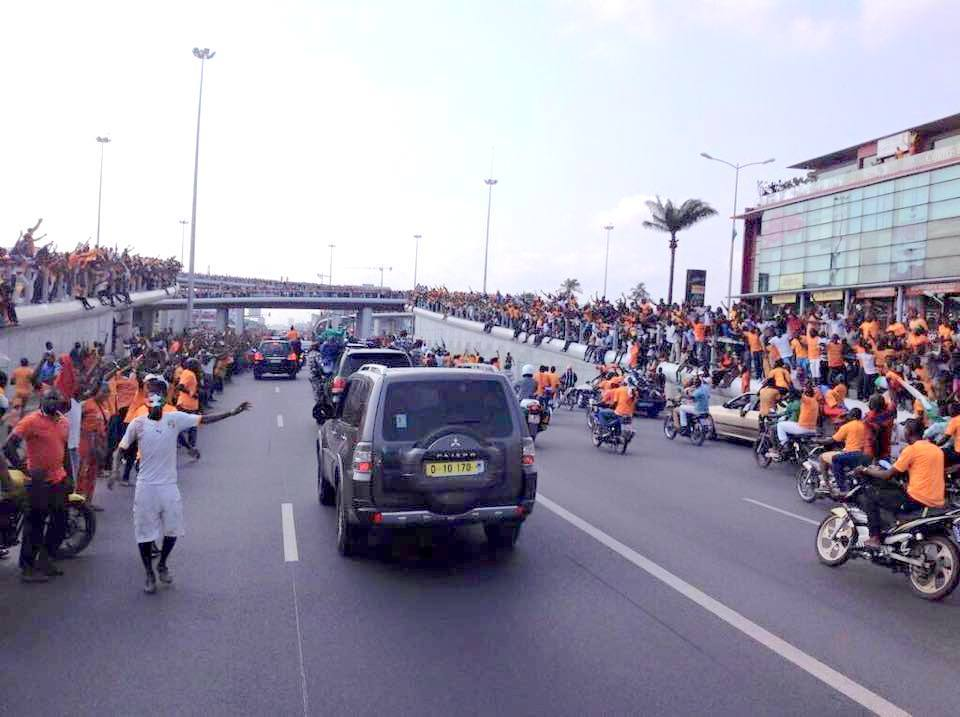
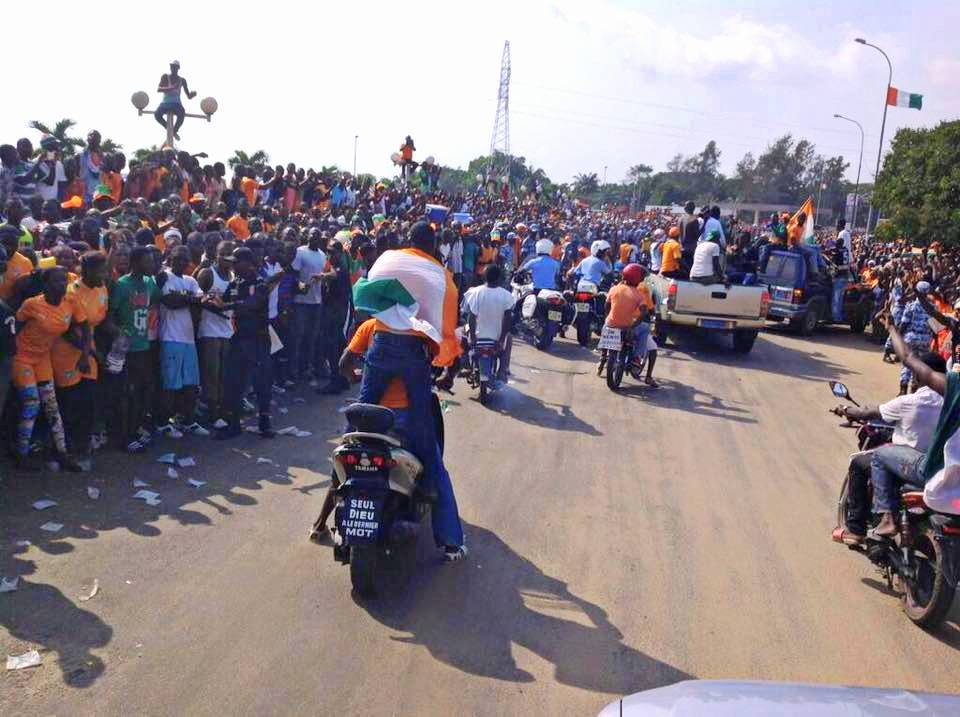